# Кренак (язык)
Кренак (Botocudo, Krenak) — умирающий единственный сохранившийся индейский язык, который относится к небольшой кренакской группе языковой семьи макро-же, на котором говорит народ ботокудо, проживающий на северо-востоке штата Минас-Жерайс (восточный берег реки Досе, между городами Консельейру-Пена и Респлендор), а некоторые в штатах Мату-Гросу и Парана и в заповедниках на востоке штата Сан-Паулу в Бразилии. На кренак говорят только пожилые женщины, а остальные перешли на португальский язык.